# Brownlowia ovalis
Brownlowia ovalis är en malvaväxtart som beskrevs av André Joseph Guillaume Henri Kostermans. Brownlowia ovalis ingår i släktet Brownlowia och familjen malvaväxter. Inga underarter finns listade i Catalogue of Life.